# Sundbybergs stad
Se även Sundbybergs kommun, som i vissa sammanhang också kallas Sundbybergs stad.

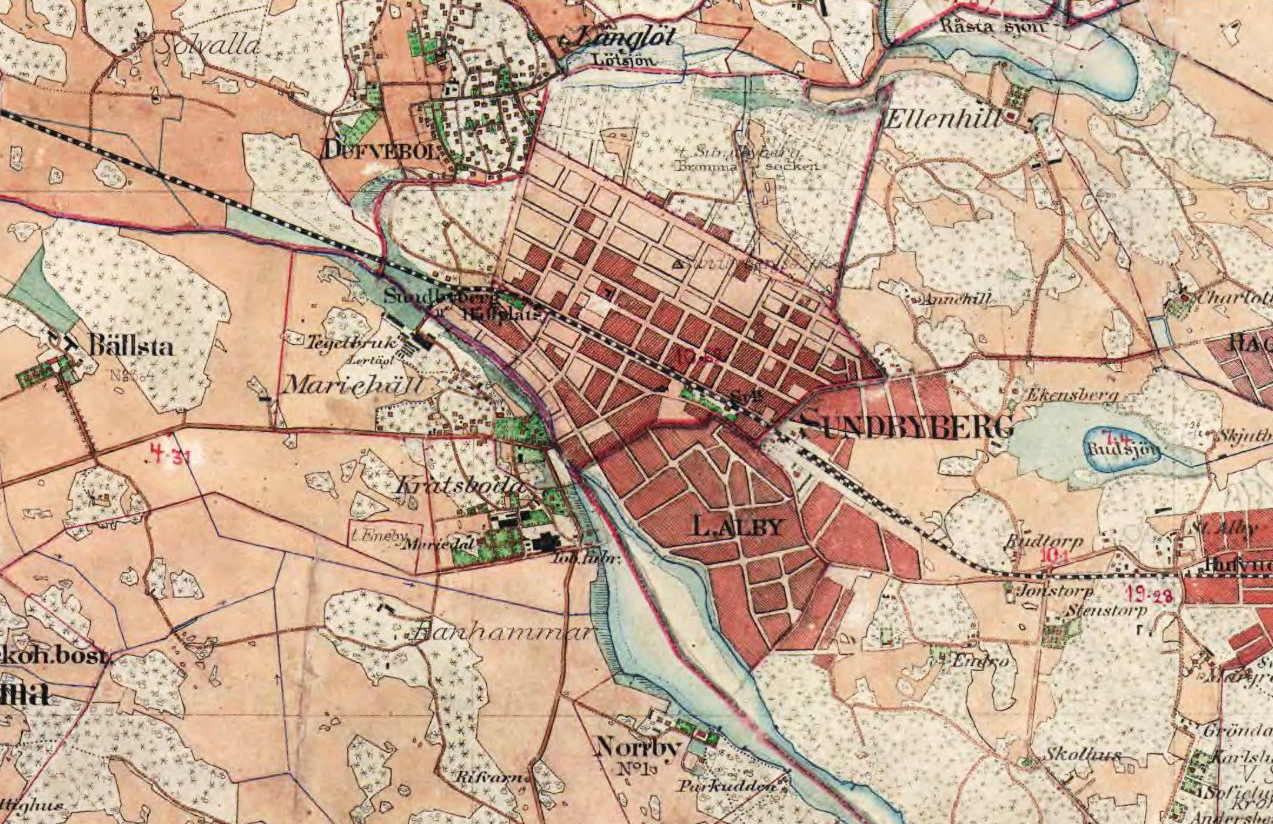
Sundbyberg med omgivning på Häradsekonomiska kartan från 1901.

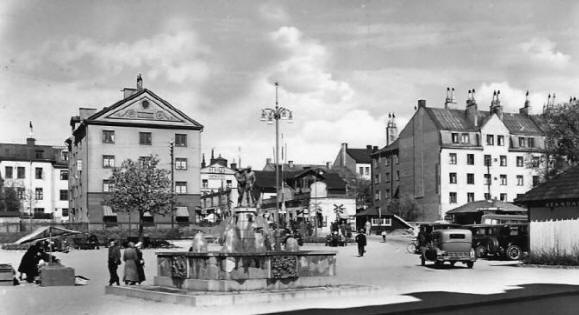
Fontänen Industribrunnen i Sundbybergs stad, som hade bildats 1927, är placerad vid Landsvägen vid Sundbybergs torg och invigdes den 1 maj 1934. Bilden visar vy mot norr på 1930-1940-talet. Skulpturen "Industribrunnen", även kallad "Den lyckliga familjen", föreställer en man och en kvinna med ett barn, uppfördes 1933. Den är skulpterad av Carl Fagerberg, som själv var bosatt i Sundbybergs stad.

Sundbybergs stad var en kommun i Stockholms län.

## Administrativ historik
Sundbybergs stad bildades 1 januari 1927 (enligt beslut den 23 september 1926) genom en ombildning av Sundbybergs köping som bildats 1888 genom en utbrytning ur Bromma landskommun. Den nya staden hade 6 750 invånare (den 31 december 1926) och omfattade en areal av 1,52 km², varav allt land. Anders Petter Löfström var den huvudsakliga drivande bakom tillkomsten av Sundbybergs köping. 
1 januari 1949 (enligt beslut den 30 mars 1948) överfördes till Sundbybergs stad från upplösta den Spånga landskommun ett område (inklusive det 1903 bildade Duvbo municipalsamhälle) med 3 329 invånare och omfattande en areal av 5,02 km², varav 4,93 km² land. Vid samma tidpunkt tillfördes ett område från Solna stad (innefattande tidigare Lilla Alby municipalsamhälle) med 2 810 invånare och omfattande en areal av 0,32 km², varav allt land.
1 januari 1951 (enligt beslut den 24 mars 1950) överfördes ett obebott område omfattande en areal av 0,005 km², varav allt land, till Solna stad.
1 januari 1956 tillfördes ett obebott område omfattande en areal av 0,001 km² land från Solna stad.
1 januari 1966 tillfördes ett obebott område omfattande en areal av 0,08 km² land från Solna stad. Samtidigt överfördes ett obebott område omfattande en areal av 0,03 km² land i motsatt riktning.
Staden ombildades den 1 januari 1971 till Sundbybergs kommun.

### Judiciell tillhörighet
I likhet med andra under 1900-talet inrättade stadskommuner fick Sundbyberg inte egen jurisdiktion utan låg fortsatt under landsrätt, först i Sollentuna och Färentuna domsaga och Sollentuna och Färentuna domsagas tingslag och sedan från 1 juli 1967 i Solna domsaga och Solna domsagas tingslag.

### Kyrklig tillhörighet
Staden tillhörde i kyrkligt hänseende Sundbybergs församling.

### Sockenkod
För registrerade fornfynd med mera så återfinns staden inom ett område definierat av sockenkod 0094 som motsvarar den omfattning staden hade kring 1950.

## Stadsvapen
Blasonering: I silversköld en röd bjälke belagd med en åska av samma metall åtföljd av trenne röda kugghjul två över och ett under.
Sundbybergs kommunvapen fastställdes för Sundbybergs stad 1928 och innehåller symboler för stadens då största industrier, mekanisk och elektrisk industri. 

## Geografi
Sundbybergs stad omfattade den 1 januari 1952 en areal av 6,86 km², varav 6,77 km² land. Efter nymätningar och arealberäkningar färdiga den 1 januari 1955 omfattade staden den 1 januari 1961 en areal av 6,89 km², varav 6,82 km² land.

### Tätorter i staden 1960
I Sundbybergs stad fanns del av tätorten Stockholm, som hade 26 987 invånare i staden den 1 november 1960. Tätortsgraden i staden var då 100,0 procent.

## Befolkningsutveckling
| Befolkningsutvecklingen i Sundbybergs stad 1930–1970 | Befolkningsutvecklingen i Sundbybergs stad 1930–1970 | Befolkningsutvecklingen i Sundbybergs stad 1930–1970 | Befolkningsutvecklingen i Sundbybergs stad 1930–1970 | Befolkningsutvecklingen i Sundbybergs stad 1930–1970 |
| --- | ---------------------------------------------------- | ---------------------------------------------------- | ---------------------------------------------------- | ---------------------------------------------------- |
| |                                                      |                                                      |                                                      |                                                      |
| År |                                                      |                                                      | Folkmängd                                            |                                                      |
| 1930 | 1930                                                 |                                                      | 8 470                                                |                                                      |
| 1935 | 1935                                                 |                                                      | 8 754                                                |                                                      |
| 1940 | 1940                                                 |                                                      | 11 044                                               |                                                      |
| 1945 | 1945                                                 |                                                      | 14 932                                               |                                                      |
| 1950 | 1950                                                 |                                                      | 24 603                                               |                                                      |
| 1955 | 1955                                                 |                                                      | 26 082                                               |                                                      |
| 1960 | 1960                                                 |                                                      | 26 987                                               |                                                      |
| 1965 | 1965                                                 |                                                      | 28 190                                               |                                                      |
| 1970 | 1970                                                 |                                                      | 28 016                                               |                                                      |
| Anm: För åren 1930-1945: befolkning enligt folkräkning 31 december enligt den administrativa indelningen den 1 januari följande år. 1950 avser befolkning enligt folkräkning den 31 december enligt den administrativa indelningen den 1 januari 1952. 1955 avser den kyrkobokförda befolkningen den 31 december enligt den administrativa indelningen den 1 januari följande år. 1960 & 1965 avser befolkning enligt folkräkning den 1 november enligt den administrativa indelningen den 1 januari följande år. 1970 avser befolkning enligt folkräkning den 1 november 1970 i det område som staden omfattade när den blev Sundbybergs kommun 1 januari 1971. |                                                      |                                                      |                                                      |                                                      |

## Politik

### Mandatfördelning i valen 1926–1966
| 2 | 19 | 2 | 2 | 5 |

| 28 |

| 20 | 3 | 2 | 5 |

| 29 |

|  | 18 | 5 | 2 | 4 |

| 28 |

| 2 | 21 | 2 | 3 | 2 |

| 28 |

| 5 | 20 | 3 | 2 |

| 26 |

| 8 | 16 | 4 | 2 |

| 26 |

| 3 | 21 | 10 |  |

| 30 | 5 |

| 3 | 20 | 9 | 3 |

| 29 | 6 |

| 3 | 20 | 6 | 6 |

| 30 | 5 |

| 3 | 20 | 7 | 5 |

| 28 | 7 |

| 3 | 17 | 9 | 6 |

| 30 | 5 |